# Édith Auffray
Édith Auffray (* 8. Januar 1901 in Le Raincy bei Paris; † nach 1955) war eine französische Malerin und Journalistin.
Sie studierte an der Académie Julian und an der Académie de la Grande Chaumière im Pariser Viertel Montparnasse, bevor sie sich der im Jahr 1955 von dem Maler Henri Cadiou (1906–1989) gegründeten Künstlergruppe Les peintres de la réalité (Die Maler der Realität) anschloss, der unter anderem auch Martin Battersby, Pietro Annigoni, Gregorio Sciltian, Jacques Abeille und Claude Yvel angehörten.